# Джигун Валерій Миколайович
Валерій Миколайович Джигун (* 11 липня 1954, с. Бородянка, Київська область) — український дипломат. Тимчасовий повірений у справах України в Республіці Білорусь (з 2015).

## Біографія
Народився 11 липня 1954 року в селищі Бородянка на Київщині. Працював Головним консультантом Головного управління з питань зовнішньої політики Адміністрації Президента України. Був експертом делегації України для участі у переговорах в рамках Форуму ОБСЄ із співробітництва в галузі безпеки, Спільної консультативної групи та Консультативної комісії з відкритого неба.
Радник з політичних питань Посольства України в Республіці Казахстан.
Радник-посланник Посольства України в Республіці Білорусь.
З 15.05.2015 по 20.02.2017 — Тимчасовий повірений у справах України в Республіці Білорусь